# Laevidentalium martyi
Laevidentalium martyi is een Scaphopodasoort uit de familie van de Laevidentaliidae. De wetenschappelijke naam van de soort is voor het eerst geldig gepubliceerd in 1998 door Lamprell & Healy.